# Celano F.C. Marsica
Celano Calcio (được gọi là Celano FC Olimpia cho đến mùa giải 2010-11 và Celano FC Marsica cho đến mùa giải 2018-19)  là một câu lạc bộ bóng đá Ý đến từ Celano, Abruzzo.

## Lịch sử
Câu lạc bộ được thành lập vào năm 1978 và đã chơi ở Serie D / F vào năm 2005/2006, kết thúc ở vị trí thứ hai và liên tiếp lọt vào vòng chung kết play-off Serie D; do đó, Celano đã chơi Serie C2 vào năm 2006/2007.

### Xuống hạng Serie D
Kể từ mùa giải 2012-13, đội chơi ở Serie D sau khi xuống hạng từ Lega Pro Seconda Divisione B trong mùa 2011-12.

### Rớt xuống Promozione
Trong mùa giải 2014-15, Celano đã kết thúc mùa giải của họ và sau đó bị xuống hạng Eccellenza Abruzzo. Mùa giải tiếp theo, Celano phải chịu một cuộc xuống hạng khác đến Promozione Abruzzo, nơi một đội bóng mới được thành lập thay cho đội bóng cũ.

### Sáp nhập với Pro Celano
Vào cuối mùa Promozione 2017/18, Celano FC Marsica đã sáp nhập với đội đang thi đấu tại Prima Cargetoria, Pro Celano, để tạo ra một đội bóng mới có tên Celano Calcio 1919. Bên này sẽ chơi trong Prima Cargetoria Abruzzo Girone A cho mùa giải 2018/19.